# Јадранко Богичевић
Јадранко Богичевић (Власеница, 11. март 1983) бивши је босанскохерцеговачки фудбалер. Играо је на позицији одбрамбеног играча.

## Каријера
Сениорску каријеру је почео у Јединству из Брчког, након чега је 2003. године потписао за Црвену звезду. У београдском клубу је провео две сезоне, у којима је ретко добијао прилику да игра. У освајању дупле круне у сезони 2003/04, наступио је на само четири утакмице, по две у првенству и купу. У наредној 2004/05. сезони није улазио на терен. Након тога се вратио у Босну и Херцеговину и играо за Борац из Бања Луке, а потом и за Модричу са којом је освојио босанскохерцеговачку Премијер лигу у сезони 2007/08. У јануару 2010. је потписао за Жељезничар из Сарајева. У наредне три и по године је стандардно наступао за Жељезничар и учествовао је у освајању три титуле првака као и два трофеја Купа. Током лета 2013. године је потписао за израелски Хапоел Нир Рамат Хашарон. Након полусезоне у Израелу, вратио се у БиХ и потписао за Олимпик из Сарајева. У јануару 2016. се вратио у Жељезничар, клуб са којим је имао највише успеха. По истеку уговора у јануару 2020, напустио је Жељезничар. Током два мандата у Жељезничару, Богичевић је одиграо укупно 205 утакмица, уз 12 постигнутих голова. Недуго по напуштању Железничара, потписао је за Славију из Источног Сарајева. Током календарске 2020. године је наступао за Славију у Првој лиги Републике Српске, након чега је у јануару 2021. завршио играчку каријеру.
Наступао је за младу репрезентацију Босне и Херцеговине.

## Успеси
Јединство Брчко
- Куп Републике Српске: 2002/03.

Црвена звезда
- Прва лига Србије и Црне Горе: 2003/04.
- Куп Србије и Црне Горе: 2003/04.

Борац Бања Лука
- Прва лига Републике Српске: 2005/06.

Модрича
- Премијер лига Босне и Херцеговине: 2007/08.

Жељезничар
- Премијер лига Босне и Херцеговине: 2009/10, 2011/12, 2012/13.
- Куп Босне и Херцеговине: 2010/11, 2011/12, 2017/18.

Олимпик Сарајево
- Куп Босне и Херцеговине: 2014/15.